# Parvipelvia
Parvipelvia (latín para "pelvis pequeña" - parvus significa "pequeño") es un clado extinto de ictiosaurios del grupo Euichthyosauria que vivieron entre el Triásico Superior hasta principios del Cretácico Superior (de mediados del Noriense al Cenomaniense) de Asia, Australia, Europa, Norteamérica y Suramérica. Nombrado por Ryosuke Motani en 1999, contiene a taxones primitivos como Macgowania y Hudsonelpidia. Maisch y Matzke (2000) encontraron en sus análisis 7 sinapomorfias que sostienen a Parvipelvia. Ellos encontraron también 10 sinapomorfias que apoyan la existencia de un clado de ictiosaurios postriásicos (todos los parvipelvianos excluyendo a Macgowania y Hudsonelpidia), para los cuales el nombre Neoichthyosauria estaría disponible.

## Filogenia
Parvipelvia es un taxón basado en nodos definido en 1999 como "el último ancestro común de Hudsonelpidia, Macgowania, Ichthyosaurus y todos sus descendientes". Maisch y Matzke (2000) también definieron Neoichthyosauria el cual es un taxón basado en nodos originalmente nombrado por P. Martin Sander en 2000, como "el último ancestro común de Temnodontosaurus trigonodon y Ophthalmosaurus icenicus y a todos sus descendientes". El cladograma presentado a continuación sigue a Motani (1999) y a Maisch y Matzke (2000).
|                                   | Suevoleviathan                                                                                    |
|                                   |                                                                                                   |
| Neoichthyosauria (por definición) | \| \| Eurhinosauria \| \| \| \| \| \| Temnodontosaurus \| \| \| \| \| \| Thunnosauria \| \| \| \| |
|                                   | \| \| Eurhinosauria \| \| \| \| \| \| Temnodontosaurus \| \| \| \| \| \| Thunnosauria \| \| \| \| |
|                                   | Eurhinosauria                                                                                     |
|                                   |                                                                                                   |
|                                   | Temnodontosaurus                                                                                  |
|                                   |                                                                                                   |
|                                   | Thunnosauria                                                                                      |
|                                   |                                                                                                   |

|  | Eurhinosauria    |
|  |                  |
|  | Temnodontosaurus |
|  |                  |
|  | Thunnosauria     |
|  |                  |

|                                   | Suevoleviathan                                                                                    |
|                                   |                                                                                                   |
| Neoichthyosauria (por definición) | \| \| Eurhinosauria \| \| \| \| \| \| Temnodontosaurus \| \| \| \| \| \| Thunnosauria \| \| \| \| |
|                                   | \| \| Eurhinosauria \| \| \| \| \| \| Temnodontosaurus \| \| \| \| \| \| Thunnosauria \| \| \| \| |
|                                   | Eurhinosauria                                                                                     |
|                                   |                                                                                                   |
|                                   | Temnodontosaurus                                                                                  |
|                                   |                                                                                                   |
|                                   | Thunnosauria                                                                                      |
|                                   |                                                                                                   |

|  | Eurhinosauria    |
|  |                  |
|  | Temnodontosaurus |
|  |                  |
|  | Thunnosauria     |
|  |                  |

|                                   | Suevoleviathan                                                                                    |
|                                   |                                                                                                   |
| Neoichthyosauria (por definición) | \| \| Eurhinosauria \| \| \| \| \| \| Temnodontosaurus \| \| \| \| \| \| Thunnosauria \| \| \| \| |
|                                   | \| \| Eurhinosauria \| \| \| \| \| \| Temnodontosaurus \| \| \| \| \| \| Thunnosauria \| \| \| \| |
|                                   | Eurhinosauria                                                                                     |
|                                   |                                                                                                   |
|                                   | Temnodontosaurus                                                                                  |
|                                   |                                                                                                   |
|                                   | Thunnosauria                                                                                      |
|                                   |                                                                                                   |

|  | Eurhinosauria    |
|  |                  |
|  | Temnodontosaurus |
|  |                  |
|  | Thunnosauria     |
|  |                  |

|                                   | Suevoleviathan                                                                                    |
|                                   |                                                                                                   |
| Neoichthyosauria (por definición) | \| \| Eurhinosauria \| \| \| \| \| \| Temnodontosaurus \| \| \| \| \| \| Thunnosauria \| \| \| \| |
|                                   | \| \| Eurhinosauria \| \| \| \| \| \| Temnodontosaurus \| \| \| \| \| \| Thunnosauria \| \| \| \| |
|                                   | Eurhinosauria                                                                                     |
|                                   |                                                                                                   |
|                                   | Temnodontosaurus                                                                                  |
|                                   |                                                                                                   |
|                                   | Thunnosauria                                                                                      |
|                                   |                                                                                                   |

|  | Eurhinosauria    |
|  |                  |
|  | Temnodontosaurus |
|  |                  |
|  | Thunnosauria     |
|  |                  |

|  | Leptopterygiidae                                                |
|  |                                                                 |
|  | \| \| Suevoleviathan \| \| \| \| \| \| Thunnosauria \| \| \| \| |
|  |                                                                 |
|  | Suevoleviathan                                                  |
|  |                                                                 |
|  | Thunnosauria                                                    |
|  |                                                                 |

|  | Suevoleviathan |
|  |                |
|  | Thunnosauria   |
|  |                |

|  | Leptopterygiidae                                                |
|  |                                                                 |
|  | \| \| Suevoleviathan \| \| \| \| \| \| Thunnosauria \| \| \| \| |
|  |                                                                 |
|  | Suevoleviathan                                                  |
|  |                                                                 |
|  | Thunnosauria                                                    |
|  |                                                                 |

|  | Suevoleviathan |
|  |                |
|  | Thunnosauria   |
|  |                |

|  | Leptopterygiidae                                                |
|  |                                                                 |
|  | \| \| Suevoleviathan \| \| \| \| \| \| Thunnosauria \| \| \| \| |
|  |                                                                 |
|  | Suevoleviathan                                                  |
|  |                                                                 |
|  | Thunnosauria                                                    |
|  |                                                                 |

|  | Suevoleviathan |
|  |                |
|  | Thunnosauria   |
|  |                |

|  | Leptopterygiidae                                                |
|  |                                                                 |
|  | \| \| Suevoleviathan \| \| \| \| \| \| Thunnosauria \| \| \| \| |
|  |                                                                 |
|  | Suevoleviathan                                                  |
|  |                                                                 |
|  | Thunnosauria                                                    |
|  |                                                                 |

|  | Suevoleviathan |
|  |                |
|  | Thunnosauria   |
|  |                |